# Bank of America Tower, New York City
Bank of America Tower at One Bryant Park din New York City este o clădire tip zgârie-nori, aflată în construcție, localizată pe latura vestică a bulevardului new-yorkez Sixth Avenue, mai exact între 42nd și 43rd Street, în partea opusă a clădirii Bryant Park din centrul zonei comerciale Manhattan.
Proiectul arhitectural, în valoare de peste un miliard de dolari, a fost inițializat de către compania Cook+Fox Architects. Construcțiile se așteaptă a fi terminate în jurul anului 2009. După cum precizează denumirea, clădirea se află sub controlul Bank of America.

## Descriere
Turnul este o gigantică spirală de 366 m înălțime. Clădirea, de 54 nivele și circa 195.000 m2 suprafață pentru birouri, va avea 3 escalatoare și 53 de lifturi, dintre care 52 vor merge de la suprafață în sus, iar unul intrând în subsol.
După finalizarea structurii de rezistență, din decembrie 2007, această clădire a devenit a doua clădire din New York City ca înălțime, imediat după Empire State Building.

## Protecția mediului
Design-ul clădirii, una dintre cele mai ecologice din lume, se integrează în cel al clădirilor înconjurătoare.
Controlul temperaturii și producerea unei părți din energia electrică consumată vor contribui la realizarea cerințelor de protecție a mediului.
Plafonul și planșeele sunt din sticlă, pentru a menține căldura pe timpul iernii și a lumina camerele cât mai mult. De altfel clădirea deține un sistem de atenuare a puterii luminii solare și un fel de sistem de refolosire a apei, ce acumulează apa de ploaie și o face potabilă. Bank of America precizează și faptul că această clădire este construită numai din obiecte reciclate.
În clădire, aerul ce va intra va fi purificat prin anumite sisteme de filtrare, iar datorită acestui fapt, Bank of America Tower va avea cel mai mare filtru de aer din zona comercială Manhattan.
Bank of America Tower este construită din beton introdus într-un cuptor mare. Noul produs ieșit conținea 55% ciment și 45% ciment topit obținut din cuptor. Utilizarea cimentului topit conduce la reducerea consumului de material și la diminuarea efectelor nocive asupra mediului (o tonă de ciment produce în atmosferă aproape o tonă de dioxid de carbon).
Bank of America Tower este primul zgârie-nor care a obținut autorizație de platină din partea LEED Certification.

## Construcția

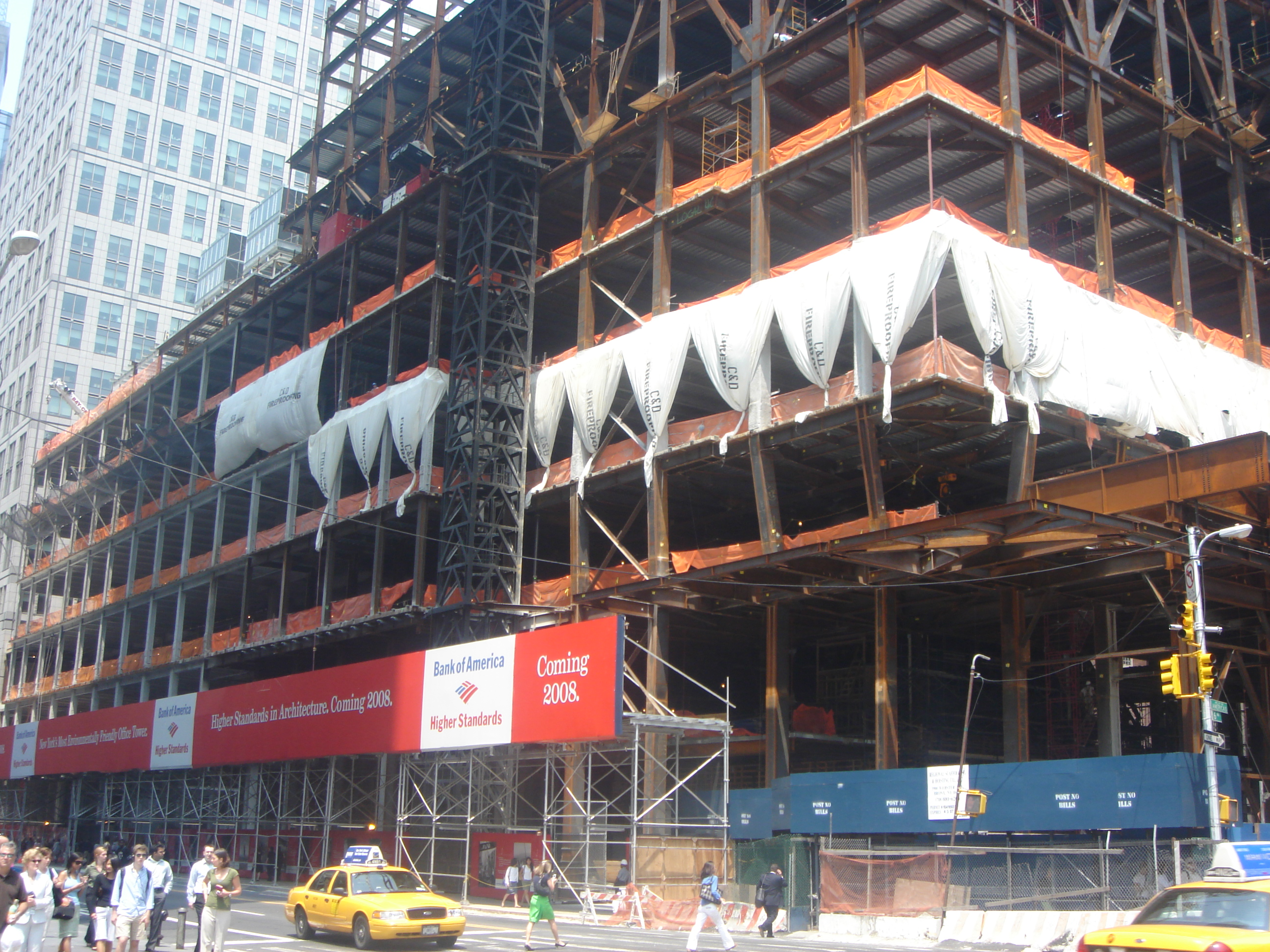
Bank of America Tower în construcţie, 10 iulie 2006

Pentru ca această construcție să aibă loc, câteva clădiri au fost demolate, dintre care cea mai înaltă clădire demolată fiind Remington Rand.